# Bitwa o Marun ar-Ras
Bitwa o Marun ar-Ras – starcie zbrojne Sił Obrony Izraela (IDF, Cahal) z bojownikami Hezbollahu o Marun ar-Ras, niewielką wioskę w południowym Libanie, podczas II wojny libańskiej. Walki rozpoczęły się 22 lipca 2006 r. i trwały kilka dni. Podczas nich zginęło 8 żołnierzy izraelskich, a straty Hezbollahu szacowane są na 12-30 bojowników. Jak podała sama organizacja, podczas bitwy zginęło 8 jej członków.
Izrael twierdzi, że podczas bitwy żołnierzom IDF udało się zabić Abu Jaafara, jednego z dowódców Hezbollahu. Raporty Cahalu mówią jednak także o tym, że żołnierzom nie udało się w pełni zabezpieczyć terenu i opanować wioski.